# Роузелл (Нью-Джерсі)
Роузелл (англ. Roselle) — місто (англ. borough) в США, в окрузі Юніон штату Нью-Джерсі. Населення — 22 695 осіб (2020).

## Географія
Роузелл розташований за координатами 40°39′8″ пн. ш. 74°15′37″ зх. д. / 40.65222° пн. ш. 74.26028° зх. д. (40.652211, -74.260158).  За даними Бюро перепису населення США в 2010 році місто мало площу 6,90 км², з яких 6,87 км² — суходіл та 0,03 км² — водойми.

## Демографія
Згідно з переписом 2010 року, у селищі мешкало 21 085 осіб у 7407 домогосподарствах у складі 5093 родин. Було 7939 помешкань
Расовий склад населення:
| - 55,1 % — чорних або афроамериканців - 29,6 % — білих - 2,2 % — азіатів - 0,3 % — корінних американців - 9,6 % — осіб інших рас |

До двох чи більше рас належало 3,1 %. Частка іспаномовних становила 26,8 % від усіх жителів.
За віковим діапазоном населення розподілялося таким чином: 23,5 % — особи молодші 18 років, 64,5 % — особи у віці 18—64 років, 12,0 % — особи у віці 65 років та старші. Медіана віку мешканця становила 37,0 року. На 100 осіб жіночої статі у селищі припадало 90,6 чоловіків;  на 100 жінок у віці від 18 років та старших — 85,6 чоловіків також старших 18 років.
Середній дохід на одне домашнє господарство  становив 60 303 долари США (медіана — 43 397), а середній дохід на одну сім'ю — 74 281 долар (медіана — 63 314). Медіана доходів становила 44 471 долар для чоловіків та 42 431 долар для жінок. За межею бідності перебувало 14,6 % осіб, у тому числі 25,6 % дітей у віці до 18 років та 11,5 % осіб у віці 65 років та старших.
Цивільне працевлаштоване населення становило 9531 осіб. Основні галузі зайнятості: освіта, охорона здоров'я та соціальна допомога — 30,4 %, роздрібна торгівля — 11,7 %, транспорт — 11,4 %.